# 何赐
何赐，云南人，明朝政治人物。
何赐曾于1397年接替邓处善任松江府知府一职，由吴镛接任。